# A kis kedvencek titkos élete 2.
A kis kedvencek titkos élete 2. (eredeti cím: The Secret Life of Pets 2) 2019-ben bemutatott amerikai 3D-s számítógépes animációs filmvígjáték, amelyet Chris Renaud rendezett. A kis kedvencek titkos élete című film folytatása.
A forgatókönyvet Brian Lynch írta. A animációs játékfilm producerei Christopher Meledandri és Janet Healy. A zeneszerzője Alexandre Desplat. A mozifilm gyártója az Illumination és a Universal Pictures, forgalmazója az Universal Pictures.
Amerikában 2019. június 7-én, Magyarországon 2019. július 4-én mutatták be a mozikban.

## Rövid történet
Max és háziállat barátai történetének folytatása, követve titkos életüket, miután gazdáik minden nap otthon hagyják őket, amikor munkába vagy iskolába mennek.

## Cselekmény
A film cselekménye három szálon fut, amik időnként egymáshoz kapcsolódnak. Az összes állat beszél a filmben, kivéve Hu-t, a fehér kölyöktigrist, ő az egyetlen állatszereplő, aki nem beszél a történet során, de megérti, amit mondanak neki. Hu meglehetősen félős.
Első szál:
Max és Duke gazdája, Katie az utcán belebotlik egy Chuck nevű férfiba, akivel összeházasodnak és hamarosan fiuk születik, Liam. Max általában nem szereti a gyerekeket, de Liam esetében lassan megenyhül, és ragaszkodni kezd hozzá, elkezd vigyázni rá. Amikor a gyerek más totyogni tud, a család egyik rokona meghívja őket egy kis vidéki pihenésre.
Max félénken viselkedik a vidéki élet körülményei között, de van egy példaképe, Kakas, egy juhászkutya, aki ért a bárányok és malacok tereléséhez.
Kis baleset történik, amikor Duke ledönt egy deszkát a kerítésből, így a birkák kitódulnak legelni. Kakas hamar visszatereli őket, de a legkisebb birka nincs sehol. Kakas és Max együtt indulnak a birka keresésére, és meg is találják egy lehajló törzsű almafán, ami egy szakadék felé lóg ki. Kakas Maxot biztatja és bátorítja, hogy menjen a birkáért, mert az ő súlyát nem bírná el a faág. Max minden lépésre vigyázva óvakodik a birka felé, akinek egyik lába beszorult az ágak közé, így mindenképpen külső segítségre szorul. Sikerül kiszabadítania, ami megnöveli Max önbizalmát.
Második szál:
A vidékre indulás előtt Max rábízza legkedvesebb játékát, Zümit (egy apró, sárga labda, ami darázs mintázatot visel) Gidget-re, akinek nagyon megtetszik a játék, és igen hamar elveszíti, amikor a labda pattogva begurul egy alatta lévő lakásba, ahol rengeteg kóbor macska él, egy idős „macskás hölgy” társaságában.
Gidget úgy dönt, macskaként kell viselkednie, ha be akar jutni a lakásba és a macskák ne fogjanak gyanút. Ezért viselkedési leckéket vesz Cloeh-tól és barátaitól  barátaitól. Végül sikerül visszaszereznie a játékot és  a macskák a királynőjükké választják.
Harmadik szál:
Egy kislánynak van egy fehér nyuszija, Hógolyó, akit szuperhősnek öltöztet be.
Daisy-nek szüksége van Hógolyóra, hogy segítsen neki megszöktetni egy Hu nevű fehér kölyöktigrist egy cirkuszból, ahol rosszul bánnak vele.
A cirkusz tulajdonosa egy Szergej nevű durva ember. Daisy és Hógolyó kiszabadítja a kölyöktigrist, bár az egy ketrecbe van bezárva, és Szergej a fekete farkasaival őrizteti. Őket Daisy és Hógolyó megkötözi lánccal.  Daisy elejti a virágmintás ékszerét, amit kiszagolva a farkasok végig a nyomában vannak a menekülés során.
Daisy és Hógolyó a tigrist először egy öreg kutya, Papa lakásába viszi, aki fiatal kutyák nevelésével foglalkozik, de ő nem szívesen látja a tigrist és csak egy napot engedélyez nekik.
Ekkor átviszik Max és Duke „lakásába”, mivel a család még vidéken van és a lakásban nincs senki.
A család azonban hamarosan hazatér.
Szergej először még üldözi a tigrist, majd amikor megszerzi, Daisy- vel együtt a cirkusz vonatára rakja és azzal elhagyja a helyszínt.
Azonban az állatok üldözni kezdik a vonatot az öreg hölgy autójával, amit többé-kevésbé a macskák irányítanak.
Max és Hógolyó legyőzik a farkasokat, kiszabadítják Hut és Daisy-t. Max bátran behatol a mozdony vezetőfülkéjébe és szembeszáll Szergejjel. Szergejt lehajítják a vonatról.
Az idős hölgy kocsijával térnek vissza otthonaikba.
Max és Duke (továbbá a szülők) sírva köszönnek el gyermeküktől, amikor az első napjára megy az óvodába, és vidáman belép az ajtón.

## Szereplők
| Szereplő      | Eredeti hang                        | Magyar hang     | Fajtája                      |
| ------------- | ----------------------------------- | --------------- | ---------------------------- |
| Max           | Patton Oswalt                       | Széles Tamás    | kutya (Jack Russell terrier) |
| Duke          | Eric Stonestreet                    | Szabó Győző     | kutya (újfundlandi keverék)  |
| Hógolyó       | Kevin Hart                          | Csőre Gábor     | nyúl                         |
| Gigi          | Jenny Slate                         | Jordán Adél     | kutya (Törpespicc)           |
| Daisy         | Tiffany Haddish                     | Murányi Tünde   | kutya (Si-cu)                |
| Chloe         | Lake Bell                           | Peller Anna     | macska (Brit rövidszőrű)     |
| Szergej       | Nick Kroll                          | Nagypál Gábor   | ember                        |
| Papa          | Dana Carvey                         | Benkő Péter     | kutya (Basset hound)         |
| Katie         | Ellie Kemper                        | Gubás Gabi      | ember                        |
| Norman        | Chris Renaud                        | Fesztbaum Béla  | tengerimalac                 |
| Pajti         | Hannibal Buress                     | Kálid Artúr     | kutya (Tacskó)               |
| Mel           | Bobby Moynihan                      | Elek Ferenc     | kutya (Mopsz)                |
| Kakas         | Harrison Ford                       | Dörner György   | kutya (Walesi juhászkutya)   |
| Chuck         | Pete Holmes                         | Miller Zoltán   | ember                        |
| Sweetpea      | Tara Strong                         | saját hangján   | papagáj (Hullámos papagáj)   |
| Beagle        |                                     | Stern Dániel    | kutya (Beagle)               |
| Molly         | Kiely Renaud                        | Stern Hanna     | ember                        |
| Sovány macska | Michael Beetie                      | Seder Gábor     | macska (Karthauzi)           |
| Farkasvezér   | Michael Beetie                      | Törköly Levente | Brit columbiai farkas        |
| Liam          | Henry Lynch Tara Strong (baba Liam) | Mayer Maxim     | ember                        |
| Pamut         | Sean Giambrone                      | Molnár Levente  | bárány                       |
| Macskás nő    | Meredith Salenger                   | Szabados Zsuzsa | ember                        |